# Martin Salazar
Martin Salazar est un artiste franco-péruvien né en 1964 à Callao (Pérou) qui vit et travaille à Paris.

## Parcours
Martin Salazar grandit dans le quartier populaire de Surquillo (Lima). De 1981 à 1986 il étudie à la Faculté d’Art de la Université pontificale catholique du Pérou auprès de la sculptrice d’origine romaine Anna Maccagno. De 1990 à 1993, il retourne à la PUCP enseigner la sculpture et le dessin. Il part ensuite pour Pékin où il fait un master à la Académie centrale des beaux-arts de Chine. Artiste en résidence à la Cité internationale des arts, il décide de s’installer à Paris. De là il est invité à travailler en Égypte, au Texas et au Nouveau-Mexique, à Taiwan… De 2005 à 2016, il vit entre Paris et Pékin.

## Œuvre
Martin Salazar n’appartient à aucun courant artistique dominant. Son œuvre est fait d’« extrapolations, [de] télescopages ou [de] « collages » trans culturels » qui sur le plan du visible joue « entre dissimulation (ou omission) et exhibition (ou ostension) ». Ses sculptures sont le plus souvent polychromes. La surface valorise la trace de la main ou de l’outil, puisqu’il travaille autant en taille directe (le bois et plus rarement la pierre) qu’en modelage (cire ou argile qui devient bronze). Plusieurs de ses installations mêlent sculpture et vidéo ou audio.
- Minotaure, bronze[5]
- Réveil, 2012-2013, installation, dimensions variables

« Martin Salazar choisit de ne pas visualiser la lettre dans l'espace, mais de se concentrer sur la confrontation radicale de matériaux très opposés (bois, métal, feutre, son, lumière), rendant l'interprétation de la dernière phrase de la célèbre œuvre de Kafka, Le Procès, extrêmement sensible et critique. »
- Exil, 2013-2014, bois polychrome

« L’une (la fille) part vite, très vite, elle s’enfuit ; l’autre – un garçon solide, bien planté – s’apprête à rentrer, revenir. J’ai voulu, en sculptant une paire de personnages représentés à mi-corps, signaler la dualité qui souvent est celle de l’exilé : partir/rentrer, changer/demeurer… Le travail de création est peut-être, en un sens, une forme d’exil intérieur : on revient sans cesse sur le sujet, sur la forme… (…) Changer sans (se) briser, est inhérent au travail sur une matière organique comme le bois. Organique et historique : j’ai utilisé des poutres d’un vieil immeuble de Paris pour les jambes du garçon, des poutres d’un manoir bourguignon pour celles de la jeune fille.»

## Expositions

### Expositions personnelles
- “Martín Salazar : Randonnées aux mythes sublimes”, Xin Dong Cheng Space for Contemporary Art, Pékin, 2010[8]
- "Martin Salazar : sculptures", WITHoutART Galerie, Strasbourg, 27 avril – 15 juin 2017
- "Conversación en la catedral y otras historias : esculturas y dibujos : Martín Salazar", Dédalo, Lima, 2017

### Expositions collectives
- “From Gesture to Language", Rockbund Art Museum”, Shanghai, 27 avril – 11 août 2014[9] avec Georg Baselitz, Louise Bourgeois, Raphaël Denis, Jenny Holzer, André Kneib, Liu Dan, François Morellet, Robert Morris, Bruce Nauman, Kiki Smith, Jean-Philippe Toussaint, Danh Vo, Xu Bing, Yan Peiming, Yang Jiechang, Zhao Xuebing... Commissariat : Pascal Torres, Larys Frogier.
- “Voyages – Philippe Djian", musée du Louvre, Paris, 27 novembre 2014 – 23 février 2015[10],[11]
- "Pop-up Galeries", Fondation Fernet-Branca, Saint-Louis, 2022[12]

### Catalogues monographiques
- Martín Salazar : Randonnées aux mythes sublimes, Pékin, Xin Dong Cheng Publishing House, 2010, 135 p. (ISBN 978-2-915823-22-6)
- Martín Salazar : Revue, Pékin, 2008, 64 p.

### Article de revue
- Miguel Mora Donayre, « Voyages : Martín Salazar », Textos Arte, 2015, Vol. 3, p. 208‑223. (ISSN 2305-9613)